# Стара планина
Стара планина, или планина Балкан (буг. Стара планина, тур. Balkan), јесте планински ланац који припада Балканским планинама (део Карпатско-балканских планина), а налази се претежно у Бугарској и знатно мањим делом у југоисточној Србији. Дужина овог планинског система износи 530 km. Пружа се од Вршке чуке са српско-бугарске границе на западу све до рта Емине код Црног мора на истоку. Највиша тачка Старе планине је врх Ботев (2375 m) у Бугарској. У Србији, највиши врх је Миџор са 2169 метара надморске висине што га чини највишом тачком уже Србије.
Стара планина је највиша и најраспрострањенија Карпатско-балканска планина. На њеном простору налазе се паркови природе, природни резервати и заштићена подручја као и бугарски национални парк Централни Балкан. Због великог броја планинарских објеката, излетишта као и због присуства карактеристичног биљног и животињског света, Стара планина привлачи велики број туриста.

## Име
У време Римљана, масив се звао Хемус (Haemus). Историчари сматрају да тај назив потиче од трачке речи saimon што значи „планински ланац”. Словени су је називали Маторни гори, а Турци Коџа Балкан или само Балкан. Назив Балкан је персијског порекла и значи „брдовити крај”.
Постоји још и назив Ћипровачки Балкан.

## Географија
Ова планина представља део пространог планинског система који се назива Карпатско-балкански планински систем. У Србији се налази само његов мањи западни део. Целу територију Старе планине и њено подгорје саставља Торлак а источна половина се назива Висок (пре Височки срез). Као морфолошка целина омеђена је долинама Белог и Трговишког Тимока, и Височице, а на истоку је омеђена државном границом Србије и Бугарске. У меридијанском правцу се пружа скоро 100 km, док у упоредничком правцу пружања максимална дужина износи око 30 km (Пиротска котлина—Сребрна глава).
На северу, масив Старе планине почиње од обронака Вршке чуке (692 m н. в.).
Део Старе планине у Србији регионално припада источној Србији и административно се простире на територијама четири општине: Зајечар, Књажевац, Пирот и Димитровград. Планински масив Старе планине састоји се из Заглавка и Висока, у којима доминирају Трговишки и Бели Тимок, односно Височица и Топлодолска река.
| Секција                     | Област, 2 | %     | Просечна алтитуда, | 0—200 m, km2 | %     | 200—600 m, km2 | %     | 600—1.000 m, km2 | %     | 1.000—1.600 m, km2 | %     | Изнад 1.600 m, km2 | %    |
| --------------------------- | --------- | ----- | ------------------ | ------- | ----- | --------- | ----- | ----------- | ----- | ------------- | ----- | ------------- | ---- |
| Западне Балканске планине   | 4.196,9   | 36,19 | 849                | —       | —     | 907,1     | 21,61 | 2 074,9     | 49,44 | 1 139,6       | 27,15 | 75,3          | 1,79 |
| Централне Балканске планине | 3.400,9   | 29,33 | 961                | —       | —     | 549,8     | 16,17 | 1 512,7     | 44,48 | 1 076,7       | 31,66 | 261,7         | 7,70 |
| Источне Балканске планине   | 3.998,6   | 34,48 | 385                | 560     | 14,00 | 2 798,9   | 70,00 | 624,1       | 15,61 | 15,6          | 0,39  | —             | —    |
| Укупно                      | 11.596,4  | 100   | 722                | 560     | 4,83  | 4.255,8   | 36,70 | 4.211,7     | 36,32 | 2.231,9       | 19,25 | 337           | 2,91 |

### Врхови

#### Врхови у Србији
Изразитији врхови Старе планине су:
- Миџор (2169 m н. в.),[7]
- Дупљак (2032 m н. в.),
- Мартинова чука (2011 m н. в.)
- Копрен (1964 m н. в.),
- Три чуке (1937 m н. в.),
- Вражја глава (1936 m н. в.),
- Сребрна глава (1933 m н. в.).
- Врх Баба (1787 m н. в.),
- Бабин зуб (1758 m н. в.),
- Орлов камен (1737 m н. н. в.),
- Тупанар (1727 m н. в.)
- Мучибаба (1727 m н. н. в.),
- Тупанац (1673 m н. н. в.)
- Свети Никола (врх) (1380 m н. в.),
- Ветрен (1330 m н. в.),
- Тресак (1000 m н. в.),
- Црноглав (764 m н. в.).

Често се Старој планини припаја и Видлич (1413 m н. в.) чији планински ланац припада горњем Понишављу, међутим то није потпуно тачно. Видлич представља просторну антиклиналу, која је навучена преко старопланинске зоне, те стога, и морфолошки и тектонски, представља једну засебну целину.
Највиша тачка Старе планине у Србији је врх Миџор са висином од 2169 m н. в, а најнижа тачка је на излазу из долине Прлитског потока (132 m н. в.).

#### Врхови у Бугарској
У Бугарској је највиши врх Ботев (2376 m н. в.).
Врх Миџор (2169 m н. в.) се налази на самој граници Србије и Бугарске, и на њему је гранични камен.
- Ботев, највиши врх Старе планине у (2.376 m)

### Клисуре
У долинама, између одређених микроцелина на Старој планини, реке су направиле и своје карактеристичне клисуре:
- Између најсевернијег узвишења на Старој планини — Вршке чуке (692 m) и Зајечара налази се мало позната клисура Влашки До.
- Између зајечарског и књажевачког басена Вратарничка клисура.
- Између микрорегије Заглавак и Буџак клисура Коренатац и клисура Горњокаменичке реке, у близини насеља Темска клисура реке Темштице.
- Између насеља Рсовци и Паклештица клисура Владикине плоче.
- Између насеља Росомач и Славиња клисура Росомачке реке.

## Клима
Стара планина припада појасу континенталне климе, у коме су лета топла и сушна, а зиме хладне са јаким ветровима и пуно снега. Прелазна годишња доба, пролеће и јесен, слабо су изражена. Осим тога ова планина има и посебне специфичности због којих у одређеним месецима (и лети и зими) на њој постоје повољни климатски услови за развој туризма.
У оквиру планинских климатских региона на Старој планини се могу издвојити, у зависности од њених висинских зона и морфологије терена:групе долинских, група прелазних и групе планинских климатских региона. У оквиру долинске групе климатских региона налази се Доње Тимочки, Бело Тимочки и Нишавски климатски регион, а у оквиру планинских климатских региона:
- Прелазни или субпланински климатски регион делови региона на висинама између 600 и 1.250 m н. в.
- Прави планински климатски регион на висинама између 1.250 и 1.900 m н. в.
- Високопланински климатски регион на висинама изнад 1.900 m н. в.

Температура ваздуха
| Климатски регион                         | Средња годишња температура ваздух |
| ---------------------------------------- | --------------------------------- |
| Доње Тимочки                             | 11,3 °C                           |
| Бело Тимочки                             | 10,2 °C — 10,6 °C                 |
| Нишавски                                 | 9,8 °C — 10,7 °C                  |
| Прелазни (субпланински) климатски регион | 6,0 °C — 9,5 °C                   |
| Прави планински климатски регион         | 2,0 °C — 6,0 °C                   |
| Високопланинском климатски региону       | 0,0 °C — 2,0 °C                   |

Ветрови
Најзаступљенији ветрови на ширем простору Старе планине су:
- Кошава (која доноси хладније време, дува најчешће у рано пролеће и позну јесен)
- Етезија (која утиче на развој лепог, ведрог и сувог времена, а најзаступљенија је од краја јуна до септембра).

Падавине
Северни делови (долина Белог Тимока) представљају једну од најсушнијих регија Старе планине. Количина падавина креће се од 543,1 mm у насељу Минићево до до 794,4 mm у насељу Топли До
На јужним падинама планине снег је присутан нешто краће — од новембра до марта. У зони високопланинског подручја у зимско периоду трајање снега је од 3 до 5 месеци. Снежни покривач је дебљине 30 cm и траје 70 до 140 дана, а снег дебљине 50 cm и више (до 2 метра) траје 40 до 100 дана. Плеистоцена (вирм 3) снежна граница на Старој планини се налазила на висини од око 1.700 m н. в.

## Хидрогеографске одлике
Стара планина богата је бројним речним токовима, те има разгранату хидрографију која омогућава бујну и разноврсну флору, као и услове за живот разноврсне дивљачи. Планина је карактеристична по бројним долинама које се дижу према врховима и практично низ сваку од тих долина теку воде, омањи потоци који се низводно спајају у веће потоке, а потом формирају речне токове, који се потом спајају са другим речним токовима. Већина ових токова је бујичног типа, који са собом носе велике количине материјала. Стара планина позната је и по бројним водопадима.
Реке Старе планине припадају сливовима Тимока и Нишаве. Црновршка река, у северном делу, припада сливу Тимока. Она има разгранат слив коме припадају Голема, Зубска, која долази из правца Бабиног зуба, Дебестичка, Ћустичка, Равнобучка, Јањска река и др. Топлодолска река настаје спајањем Рекитске, која дотиче из правца Бабиног зуба, односно његове јужне стране и Јаворске реке, која са својим притокама долази из правца граничног масива. Топлодолса река заједно са Височицом ствара реку Темску. Височица тече долином која раздваја Видлич од Старе планине, а са својим притокама и саставицама Каменичком, Росомачком, Дојкиначком, Белском реком и др. значајна је по распрострањености појединих биљних заједница (тресава, росуља итд.).

## Привреда
Стара планина је била стално гладна: убрзано се множи становништво а извори прихода се не повећавају. Велики број људи и жена из прелазне и сточарске зоне иде да надничари селима у ратарској зони (копачке, жегварке, косачи, берачи сена). У време гладних година у надницу се ишло далеко, у
Загорје, источно од главног била Старе планине на територију садашње Бугарске. Млађи мушкарци, али и старци, ређе девојке, иду да буду слуге код сеоских газда у равничарским селима око Тимока и Нишаве. Готово из сваког села Буџака ретко ко да није ишао да буде негде слуга, а ишли су и из пиротских села (Базовик, Рагодеш, Куманово, Орља, Осмаково, Враниште). Печалбарство је у многим селима било чак основни извор прихода, што је случај са свим селима у прелазној зони. али и са сиромашним селима у домаћинствима сточарске зоне (Церова, Темска, Рудиње, Засковци, Завој, Покровеник, Копривштица, Добри До, Сопот, Куманово, Црвенчево, Црноклиште, Враниште, Осмаково, Орља, Базовик, Рагодеш, Радејна). У печалбу се ишло далеко (Поморавље, Београд, Смедерево, Војводина) и тамо остајало од раног пролећа до касне јесени, а ишли су мушкарци у пуној снази, доста често домаћини. И дрварење је било важан и врло горак извор прихода. Сва села Буџака, али и пиротска села Топли До, Засковци, Рудиње, Церова, Шугрин, Базовик, Рагодеш, Темска довозила су тесану грађу и огревно дрво у најближе градове (Пирот, Књажевац), највише с јесени и на почетку зиме, али и у току целе године, прилагођавајући се потражњи. У одласку и повратку рабаџије из најдаљих села су губиле по три и више дана и враћали се, и они и волови, презебли и преморени. Довезу по 4 m³ а зараде највише 100 kg кукуруза или пшенице. Услужна вршидба у низијским селима била је за оне који могу да чувају по десетак коња преко године, добра прилика да зараде доста пшенице за исхрану своје породице. Услужном вршидбом су се бавили Росомачани, Сенокошани, Дојкинчани, Брложани, Рагодешани, Мирковчани, Црновршани и "ћуштичани, али и номадски сточари са Старе и Суве планине. Каменоресци Темске и Покровеника су зарађивали обрађујући пешчар у надгробне споменике, корита, воденичне каменове; Горњовисочани су били млекари не само у свом крају већ и у читавој земљи (Рсовци, Височка Ржана, Славиња, Брлог, Дојкинци); познати и тражени грађевинари, посебно вешти у дрвету и камену, су из Дојкинаца, Брлога, Завоја, Покровеника, Црвенчева, Црноклишта; у цигларе су ишли Црноклиштани, Црвенчанци, Кумановци; Брложани, Јеловичани; Нишорци и Шугринци били су добри грнчари; Рсовчани и Црноклиштани и Церовци су били музичари по свадбама, а познати кречари су из Радејне, Петрлаша, Бериловца, Градашнице код Пирота, Градишта код Књажевца, Горње Соколовит, Жуковца, Ошљана. Свако село је имало абаџију, кројача, ковача, колара, поткивача, штројача, ретко и обућара, кацара, столара. Већа села су имала механе и механџије.
Између два рата јављају се и прве радње са колонијалном робом и продавци у њима. У већим сточарским селима, поготово код оних која су доста далеко од градова, по један или неколико људи је трговало стоком (ћуштица, Црни Врх, Росомач, Сенокос, Рсовци, Височка
Ржана). Израда фрула, двојница, грабуља, вила, корита, копања, пехара, мерника, тараба, али и кашика, здела, сланика, товарија, заструга, преслица доносила је извесне приходе онима који су их израђивали. Многе од тих предмета радили су пастири чувајући истовремено и стоку. Ткање сукна је некада имало велики значај, сукно се тражило и добро плаћало. Од хране готово ништа се није куповало (Једемо кад се роди и колко се роди. Кво се роди, наше је, ништа не купујемо; Темска). Продаје се вино, ракија, покоје грло стоке, грожђе, поврће, воће, кромпир, пасуљ, сир, млеко, вуна, урда, јаја, живина, ораси. Они из низије продају пшеницу, кукуруз, или их размењују за кромпир, пасуљ, млечне производе. Били су увек тражени дојкиначки и црновршки кромпир, трешње из Црвенчева, ракија од трешања из Црноклишта.
Између два светска рата почиње да се развија задругарство, и то најпре набавно-продајне задруге, а затим млекарске задруге и штедионице. После 2. Светског рата набавно-продајне задруге прерастају у опште земљорадничке задруге које почињу да набављају репродукциони материјал и машине за развој пољопривредне производње.

## Спорт и рекреација
Стара планина је под снегом готово пет месеци годишње и има одличан потенција за изградњу дугих стаза за алпско скијање. Бабин зуб, који се налази на надморској висини од 1.758 м, један је од најлепших крајолика Старе планине. Маркантне стене Бабиног зуба завршавају се југозападно Миџора (надморске висине 2.169 м), највишег врха Старе планине и Србије. Бабин зуб је заштићени природни резерват.
На Бабином Зубу налази се скијашки центар “Бабин зуб”, који чине стазе на локацијама “Коњарник”, “Сунчана долина” и “Маркова ливада”. Скијалиште “Бабин зуб” поседује четвороседну жичару “Коњарник”, ски лифт “Сунчана долина”, као и дечији ски вртић са покретном траком “Маркова ливада”. На локацији “Јабучко равниште” налази се прва гондола у Србији. Више од 13 km одлично уређених стаза, различитих тежина, припремљене су за скијаше свих категорија. За љубитеље екстремних спортова обезбеђена је стаза за слободну вожњу. У ски центру Стара планина је изграђен систем за вештачко оснежавање.

## Изградња мини хидроелектрана
Последњих година Стара планина је доспела у жижу српске јавности због изградње више десетина мини хидроелектрана (МХЕ) у заштићеној парка природе на Старој планини. Мештани и активисти окупљени око иницијативе Одбранимо реке Старе планине сматрају да би се овиме ”неке од најлепших и најчистијих река у Србији исушиле и превеле у цев”, чиме би се ”извршио екоцид несагледивих размера који би довео до уништења природних станишта биљних и животињских врста”. Протесте ове еколошке иницијативе је подржало више јавних личности.

## Галерија
- Стара планина - Понор
- Стара планина - Понор
- Стара планина - Понор
- Стара планина - Понор
- Стара планина - Понор
- Стара планина - Понор
- Стара планина - Понор
- Стара планина - Вртибог
- Стара планина - Вртибог
- Стара планина - Вртибог
- Стара планина - Вртибог
- Стара планина - Вртибог
- Стара планина - Вртибог
- Стара планина - Вртибог
- Стара планина - Вртибог
- Стара планина - Вртибог
- Стара планина - Вртибог
- Стара планина - Јабучко равниште
- Стара планина - Јабучко равниште
- Стара планина - Јабучко равниште
- Стара планина - Јабучко равниште
- Стара планина - Јабучко равниште
- Стара планина - Јабучко равниште
- Поглед са Јабучког равништа 2016.г.
- Стара Планина у јесен
- Врх копрен
- Миџор панорама
- Сребрна глава
- Три чуке
- Пут ка Миџору
- Субегов камик
- Поглед са видиковца Смиловица
- Раздоље водопад на Старој планини
- Раздоље
- Калуђерски скокови